# Heaven (film, 2002)
Pour les articles homonymes, voir Heaven.
Pour plus de détails, voir Fiche technique et Distribution.
Heaven est un film dramatique germano-américain réalisé en 2002 par Tom Tykwer. Il est le premier volet d'une trilogie de Krzysztof Kieślowski, mort en 1996. C'est le premier film anglophone de Tom Tykwer, avec une grande partie italophone néanmoins.
Le film fit l'ouverture de la Berlinale 2002.

## Synopsis
À Turin, Italie, Philippa, une jeune anglaise dont le mari vient de mourir d'une overdose, décide de se faire justice elle-même, mais elle tue quatre personnes par erreur et se retrouve derrière les barreaux. Un jeune carabinier tombe sous son charme et met au point un plan qui va lui rendre sa liberté, au risque de sacrifier sa propre carrière et sa vie.

## Fiche technique
- Titre : Heaven (littéralement : Paradis)
- Titre québécois : Paradis
- Réalisation : Tom Tykwer
- Scénario : Krzysztof Kieślowski et Krzysztof Piesiewicz
- Chef décorateur : Uli Hanisch
- Costumière : Monika Jacobs
- Photographie : Frank Griebe
- Montage : Mathilde Bonnefoy
- Musique : Arvo Pärt (Für Alina et Spiegel im Spiegel), Marius Ruhland et Tom Tykwer
- Producteurs exécutifs : Stefaan Schieder, Mario Cotone et Marco Guidone
- Producteurs associés : Marc Baschet, Cedomir Kolaar
- Producteurs délégués : Teresa Moneo, Manuela Stehr, Harvey Weinstein, Agnés Mentré, Sydney Pollack
- Producteurs : Anthony Minghella, Maria Köpf, Frédérique Dumas, William Horberg et Stefan Arndt
- Sociétés : Miramax et X-Filme, en association avec Mirages Entreprise et Noé Productions
- Distribution :  France : TFM Distribution - Miramax Films (États-Unis)
- Budget : 11 000 000 $
- Langue : anglais et italien
- Durée : 96 minutes
- Date de sortie :
  -  France : 20 novembre 2002

## Distribution
- Cate Blanchett : Philippa
- Giovanni Ribisi : Filippo
- Remo Girone (en) : Le père de Filippo
- Stefania Rocca : Regina
- Mattia Sbragia : Major Pini
- Stefano Santospago : Mr. Vendice
- Alberto Di Stasio : Le procureur
- Giovanni Vettorazzo : L'inspecteur
- Gianfranco Barra : Le lieutenant
- Vincenzo Ricotta : Le garde
- Mauro Marino : Le docteur

## Production
Le scénario a été écrit par Krzysztof Kieślowski, décédé brusquement en 1996, avec son co-scénariste de toujours, Krzysztof Piesiewicz. dans le cadre d'une trilogie : Le Paradis, L'Enfer et Le Purgatoire, des étapes dont la référence est celle de La Divine Comédie de Dante. Kieślowski ayant pris sa retraite de réalisateur après sa trilogie Trois Couleurs et ne souhaitant être que scénariste de cette nouvelle trilogie, il aurait choisi le metteur en scène avec son fidèle producteur Marin Karmitz, après avoir envisagé de tourner lui-même cette trilogie s'il ne trouvait pas de metteur en scène qui le satisfasse. Seul le scénario du Paradis avait été écrit de manière aboutie par Kieślowski, les deux autres auraient été à l'état d'ébauche. 
La femme et la fille de Kieślowski avaient demandé que le projet soit seulement européen. C'est la productrice Frédérique Dumas qui eut l'idée de produire le film. À la suite du désistement de la production italienne, elle dut faire appel aux Américains de Miramax. Ils proposèrent d'abord à la réalisation Anthony Minghella qui déclina, il reste producteur, et comme actrice Juliette Binoche, qui avait tourné dans Trois Couleurs : Bleu, ce qui ne se fit pas. Les têtes d'affiches du film sont donc Cate Blanchett et Giovanni Ribisi, qui étaient déjà les rôles principaux du long métrage Intuitions, sorti un an plus tôt. Tykwer déclara avoir réécrit le scénario même si celui-ci est plutôt proche de l'original,,.

### Lieux de tournage
Le gratte-ciel au début du film est l'une des tours ENEL (it), situées à Naples.

## Réception
Le box-office étant médiocre, Miramax ne souhaita pas produire les deux autres scénarios de la trilogie. Quand les scénarios furent libres d'achat, le producteur français Cedomir Kolar les racheta. Le troisième volet de la trilogie, L'Enfer, fut réalisé par Danis Tanovic en 2005 avec un large rejet critique et public.